# فابیو رآتو
فابیو رآتو (انگلیسی: Fabio Reato؛ زادهٔ ۲۰ مارس ۱۹۹۳) بازیکن فوتبال اهل ایتالیا است.
از باشگاه‌هایی که در آن بازی کرده‌است می‌توان به باشگاه فوتبال چزنا اشاره کرد.